# Ammothella nimia
Ammothella nimia là một loài nhện biển trong họ Ammotheidae. Loài này thuộc chi Ammothella. Ammothella nimia được miêu tả khoa học năm 1991 bởi Stock.